# Eubrachycercus smithi
Genre
Espèce
Eubrachycercus smithi, unique représentant du genre Eubrachycercus, est une espèce d'araignées mygalomorphes de la famille des Barychelidae.

## Distribution
Cette espèce est endémique de Somalie.

## Description
La femelle holotype mesure 14 mm.

## Étymologie
Cette espèce est nommée en l'honneur d'Arthur Donaldson Smith (1866–1939).

## Publication originale
- Pocock, 1897 : On the spiders of the suborder Mygalomorphae from the Ethiopian Region, contained in the collection of the British Museum. Proceedings of the Zoological Society of London, vol. 1897, p. 724-774 (texte intégral).